# Upperseven, l'uomo da uccidere
Upperseven, l'uomo da uccidere è un film del 1966 diretto da Alberto De Martino.

## Trama
L'agente segreto inglese Paul Finney ovvero "Upperseven", deve fermare un'operazione di contrabbando di diamanti e di oro organizzato dal criminale internazionale Kobras destinato a finanziare un progetto di costruzione di una base missilistica in Africa per conto di una segreta potenza cinese.